# Temnosternus planiusculus
Temnosternus planiusculus es una especie de escarabajo longicornio del género Temnosternus, tribu Tmesisternini, orden Coleoptera. Fue descrita científicamente por White en 1855.
El período de vuelo ocurre durante los meses de enero, septiembre, octubre y noviembre.

## Descripción
Mide 11-14,5 milímetros de longitud.

## Distribución
Se distribuye por Australia.